# 宮崎滔天

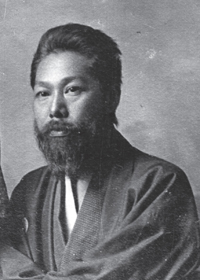
宮崎滔天

宮崎 滔天（みやざき とうてん、1871年1月23日〈明治3年12月3日〉 - 1922年〈大正11年〉12月6日）は、自由民権思想を根幹とする世界革命を目指し活動した近代日本の社会運動家。孫文ら中国の革命家たちを支援した日本人の代表格として知られ、孫文の自伝「志有れば竟に成る」で「革命の為に奔走して終始おこたらざりし者」 としてその名が挙げられている。本名は寅蔵（もしくは虎蔵）。白浪庵滔天と号した。

## 生涯

### 生い立ち
荒尾宮崎家は1647年、宮崎弥次兵衛正之が荒尾村の有力武士の娘を嫁に迎え、定住したことに始まる。肥後国玉名郡荒尾村（現在の熊本県荒尾市）に遠祖を菅原道真とする郷士の家柄に、その9代目となる宮崎政賢と佐喜夫妻の八男として、1871年（明治3年)に生まれる。兄に社会運動家の宮崎八郎、宮崎民蔵、宮崎彌蔵がおり、八郎は熊本の自由民権運動家で「肥後のルソー」と呼ばれた。幼少の頃から村人たちに「（八郎）兄様のようになりなさい」と言われ、「先天的自由民権家」と自認して少年期を過ごした。7歳の時の1877年、八郎が西南戦争で戦死。八郎戦死の訃報を聞き、「良いか皆のもの、今後一切宮崎家のものは官の飯を食ってはならぬ」と父が慟哭したことは滔天の記憶に鮮明に刻まれ、以後、「官」と付くものは「泥棒悪人の類」と見做すようになる。父には山東家伝二天一流を兄たちとともに習っている。

### 大江義塾期
熊本県立中学校に通うも、「中学同窓生の其志望目的を語るや、皆曰く吾は何々の吏となり、吾は何某の官に就かん」という有様であったため、1885年（明治18年）、「自由民権の思想を鼓吹して人材を養成しつつありし」徳富蘇峰の私塾・大江義塾に入塾した。当初、滔天は大江義塾に対し、「余が理想郷なりき、否余が理想よりも遥かに進歩せる自由民権の天国なりき」と期待したが、やがて塾生との問答から、徳富蘇峰や塾生たちが功名心や立身出世を願って自由民権を語っていることを知り、失望してわずか半年で大江義塾を去った。民権家には演説が付きものだが、このころの滔天は人前で話すのが苦手だったという。

### キリスト教とのであい
1886年（明治19年）に上京。偶然立ち寄った教会で生まれて初めて聞く讃美歌に感動し、宣教師の説教を聞いて「暗夜に光明を望むが如き感」を得る。「政治の共和的にして、信仰条目の自由なる」考えに共鳴して1887年に受洗した。この間、教会に通い、牧師の妻から英語を習った。また、東京専門学校（現早稲田大学）の英学部に入学している。
1887年、学資困窮となり帰郷。そこで貧しさにあえぐ荒尾村の農民たちの姿を目の当たりにし、「先ずパンを与うべきか、福音を先にすべきか」と、キリスト教への信仰が揺らぎ始めることになる。
伝道師となって世界を救うことを夢見て荒尾を再び離れ、1888年（明治21年）に熊本英学校、次いで1889年（明治22年）には長崎のミッションスクール「加伯里（カブリ）英和学校」に遊学した。カブリ英和学校在学中、スウェーデン人のイサク・アブラハムと知り合い、彼から「宗教の裏面に地獄あり…古来宗教の為に恐るべき戦争を惹起したること幾何ぞ」とのことばに衝撃を受け、さらに自由民権の本場である欧米社会でも貧困に喘ぐ人々が多くいる事実を知る。このことが、滔天がキリスト教を脱会する大きな要因となった。イサクに関心を持った同郷の有志たちと彼の学校を作ることを計画し、前田下学（前田案山子の長男）に頼んで、熊本に英語を講習する一私塾を開かせることとなった。熊本に学校をつくるまでの間、下学の本宅がある玉名郡小天村（現天水町）で村童相手に英語を教えることとなり、滔天はイサクの通訳兼付き人として同道。そこで下学の妹である槌と知り合い恋仲になる。学校計画は、田畑の至る所に排泄を行う等、イサクの自然讃美ないしはアナーキズムによる独自の哲学から編み出された生活によって、20人を超えた村童・青年たちもたちまち離れてしまい、とん挫した。（その後イサクはアメリカに強制送還された）。

### 世界革命の第一歩としての中国革命
ツチとの恋に落ち「恋の化身」となった滔天であったが、次第に「大罪悪を犯したるがごとき感」を抱くようになり、アメリカに留学することを企図。このため長崎に滞在していたところ、兄・彌蔵が駆け付け、彼の革命的アジア主義を説かれる。
「パンを与ふるの道古人既に之を喝破し尽くせり、…（中略）…之を決行するの道、唯腕力の権に頼るの一法あるのみと。…腕力の基礎の切要にして且急務なるを認めたり。然らば乃ち何の処にか其基礎を定むべき。是に於て彼が過去の宿望たる支那問題は復活せり。」
「もし支那にして復興して義に頼って立たんか、印度興すべく、暹羅安南振起すべく、比律賓、埃及もって救うべきなり…（中略）…遍く人権を回復して、宇宙に新紀元を建立するの方策、この以外に求むべからざるなり」。
世界革命の必要性、そしてその第一歩としての中国革命というこの考えに滔天は深く共感し、以後、兄弟で中国革命を目指すようになる。
1891年（明治24年）、初めて上海に渡航した。翌年、槌と結婚し、長男の龍介誕生。おりしも朝鮮で東学党の乱があり、日本と清国との交渉はついに切迫した。渡米して経済学を学ぶために、1895年（明治28年）4月に神奈川県で旅券を取得したが、渡米は実現しなかった。

### シャム遠征
同1895年（明治28年）7月頃神戸の岩本千綱と連絡し、9月末広島の海外渡航株式会社の在バンコク代理人に就職してタイに渡った。1896年（明治29年）6月にはタイより最終的に帰国した。

### 兄・彌蔵の死と孫文との邂逅
外務省の命によって中国秘密結社の実情観察におもむき、中国革命党員との往復があった。
1897年（明治30年）に孫文（孫逸仙）と知り合い、以後中国大陸における革命運動を援助、池袋で亡命してきた孫文や蔣介石を援助した。1898年（明治31年）、戊戌の政変においては香港に逃れた康有為をともなって帰朝し、朝野の間に斡旋し、同1898年（明治31年）のフィリピン独立革命においては参画するところがあった。

### 南清蜂起策の失敗
哥老会・三合会・興中会の3派の大同団結がなり、1900年（明治33年）に恵州義軍が革命の反旗をひるがえすと、新嘉坡（現在のシンガポール）にいた康有為を動かして孫文と提携させようと謀った。しかし刺客と疑われて追放命令を受け、香港に向かったもののそこでもまた追放令を受け、船中において孫逸仙と密議をこらしたが、日本国内における計画はことごとく破れ、資金も逼迫し、政治的画策は絵に描いた餅になってしまった。

### 浪花節語りへの転身と『三十三年之夢』
恵州事件の失敗から同志間で滔天への「悪声」が聞かれるようになり、「胸底を去る能わざりき」不快の念を抱いた滔天は浪花節語りに転身することを決意。浪曲師としての名前は桃中軒 牛右衛門（とうちゅうけん うしえもん）。桃中軒雲右衛門の浪曲台本も書いた。「侠客と江戸ッ児と浪花節」のエッセイで滔天は、自らの浪曲観を説明し「平民芸術」と定義した。
この時期に半生記『三十三年の夢』を著述し、1902年（明治35年）8月20日に『狂人譚』と共に、國光書房より出版した。この『三十三年の夢』が『孫逸仙』という題で中国で抄訳として紹介された事で、「革命家孫逸仙」（孫文）の名が一般に知られるようになり、革命を志す者が孫文の元に集まるようになる。

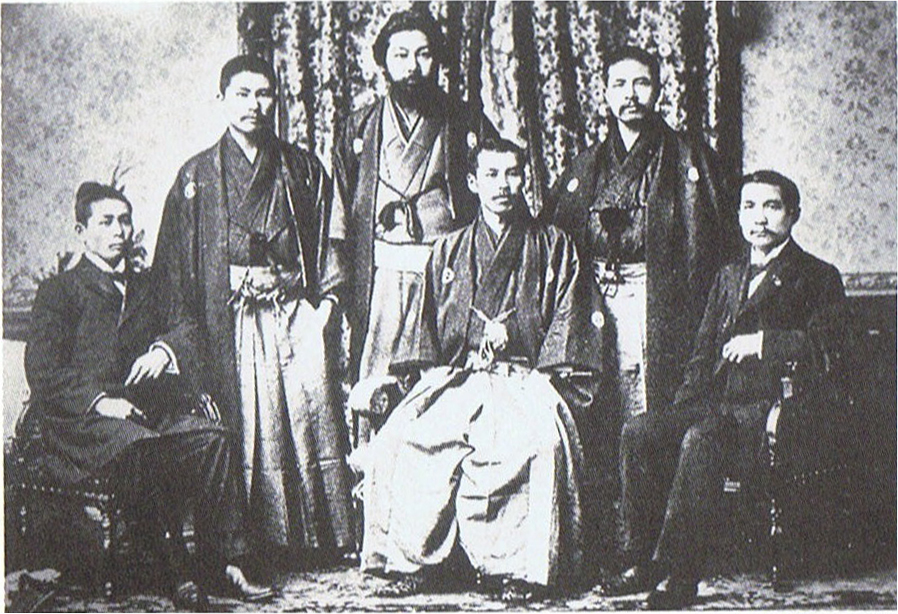
中国同盟会、前列右端が孫文、後列中央が宮崎滔天（1890年）

一旦はアジア主義運動に挫折し、自分を見つめ直す意図で桃中軒雲右衛門に弟子入りし、桃中軒牛右衛門の名で浪曲師となる（なお東京・浅草の日本浪曲協会大広間には孫文筆になる「桃中軒雲右衛門君へ」という額が飾られている）。

### 中国同盟会時代
しかし革命の志を捨てたわけではなく、1905年（明治38年）には孫文らと東京で革命運動団体「中国同盟会」を結成した。なお滔天は辛亥革命の孫文のみならず朝鮮開化党の志士・金玉均の亡命も支援しているが、その金玉均が上海で暗殺された後に、遺髪と衣服の一部を持ち込み日本人有志で浅草本願寺で葬儀を営むという義理人情に溢れた人物であった。
1906年（明治39年）、板垣退助の秘書である和田三郎や、平山周、萱野長知らと革命評論社を設立。1906年（明治40年）9月5日、『革命評論』を創刊（～1907年3月25日、全10号）して、孫文らの辛亥革命を支援。

### 辛亥革命前後
1912年（明治45年）1月に、口述筆記『支那革命軍談 附.革命事情』（高瀬魁介編、明治出版社）を出版し、辛亥革命の宣伝につとめた。亡くなる前年まで大陸本土に度々渡航した。

### 第二革命後
1917年（大正6年）、湖南省を訪れ、日本が欧米白人のアジア支配を打破したことについて講演を行った場に、毛沢東がいた。

### 晩年
1922年（大正11年）12月6日、腎臓病による尿毒合併症により東京で病没した。享年51歳。
上海でも孫文ら主催で追悼会が催された。東京文京区の白山神社境内には孫文が亡命中に滔天とともに座った石段が孫文を顕彰する碑とともに保存されている。日本人として、山田良政・山田純三郎兄弟とともに辛亥革命支援者として名を残す。
中華人民共和国の南京中国近代史遺址博物館の中庭に孫文と並んで銅像が建つ。

## 家族について
妻の槌子は貧乏に耐えて滔天の活動を支え続けた。長男の龍介は、滔天最晩年の1921年（大正10年）に白蓮事件で世を騒がせた。皮肉なことに滔天が浪曲師として博多講演をしていた時に、ご祝儀をくれたのが、柳原白蓮の元夫の伊藤伝右衛門であった。子供達に対して放任主義であった滔天は事件まで何も知らされておらず、新聞に掲載された絶縁状を見て龍介に「いいのか、お前、こんなことをして……」と言って驚いたという。白蓮に対しては事件前から同情を寄せており、駆け落ち後に龍介と引き離されて実家の柳原家に監禁されていた頃の白蓮に一家で励ましの手紙を送るなど、家族として暖かく迎え入れている。
他に子供は次男・震作（1894年 - 1936年）、長女・節（1897年 - 1952年）がある。また数えの33歳の時に長崎で同棲した愛人に女児（リツ）を産ませている。リツは後に宮崎家の二女として認知され、節と同じ東洋高等女学校に通い、槌子をお母さんと呼んで慕ったという。
龍介の長男・香織は学徒出陣し、1945年（昭和20年）に戦死している。婿を迎えて宮崎家を継いだ龍介の長女・蕗苳（華道家）は、白蓮が始めた短歌結社「ことたま会」と、日中友好のため滔天の事績を伝える民間団体「滔天会」を主宰している。1914年（大正3年）に黄興の支援で建てられた高田村（現豊島区西池袋）の家は滔天の終の棲家となり、現在も子孫が住む。
1929年（昭和4年）、南京で行われた孫文の奉安大典に、槌子・龍介・震作の滔天遺族が国賓として招待された。1931年（昭和6年）にも龍介・燁子夫妻が国賓として招待されている。戦後の1956年（昭和31年）の孫文誕生九十年の祝典に龍介夫妻が招待され、毛沢東・周恩来と共に臨席した。その後も宮崎家と中国の交流は続き、現在も東京の中国大使館に新たに大使が着任した際には自宅に訪問があり、孫文の友人「井戸を掘った人」として5年に一度、国賓として中国に招待されている。

## 著作（近年刊行）
- 『宮崎滔天全集』全5巻、宮崎龍介・小野川秀美編、平凡社、1971年-1976年（電子書籍、2016年）

1. 三十三年之夢（英語版）・幽囚録ほか
2. 東京より・亡友録・革命問答ほか
3. 独酌放言・狂人譚・明治国姓翁・炬燵の中より・出鱈目日記ほか
4. 桃中軒の近状・巡業雑録・支那留学生に就て・米国の今昔ほか
5. 支那だより・支那革命のぞ記・書簡集ほか

- 『三十三年の夢』 宮崎龍介・衛藤瀋吉校注、平凡社東洋文庫、初版1967年、ワイド版2006年
- 『三十三年の夢』 島田虔次・近藤秀樹校注、岩波文庫、初版1993年
- 『近代浪漫派文庫（9） 宮崎滔天』 新学社、2005年
三十三年之夢、侠客と江戸ッ児と浪花節、浪人界の快男児 宮崎滔天君夢物語、朝鮮のぞ記
- 『宮崎滔天 アジア革命奇譚集』 書肆心水、2006年
明治国姓爺、狂人譚
- 『滔天文選 近代日本の狂と夢』 書肆心水、2006年。渡辺京二解説
独酌放言、乾坤鎔廬日抄、銷夏漫録 ほか4篇
- 『アジア主義者たちの声 中巻 革命評論社、あるいは中国革命への関与と蹉跌』
  - 書肆心水、2008年。他は萱野長知、北一輝の著作

金玉均先生を懐う、支那革命と列国、革命問答、支那留学生に就いて、孫逸仙は一代の大人物、黄興将軍と刺客高君、南北妥協問題に就いて、シャムにおける支那人。

- 『日本の名著45 北一輝、宮崎滔天』 中央公論社、1982年／新版・中公バックス、1984年。近藤秀樹責任編集
- 『宮崎滔天 三十三年の夢』 「人間の記録62」日本図書センター、1998年

## 伝記
- 渡辺京二 『評伝 宮崎滔天』 書肆心水（改訂版）、2006年。大和書房、1976年、新版1985年
- 佐藤常雄 『宮崎滔天』 葦書房、1990年
- 上村希美雄 『龍のごとく 宮崎滔天伝』 葦書房、2001年
- 上村希美雄 『宮崎兄弟伝 日本篇』 葦書房（上下）、1984年 - 毎日出版文化賞
- 上村希美雄 『宮崎兄弟伝 アジア篇』 葦書房（上中下）、1987年 - 1999年
- 上村希美雄 『宮崎兄弟伝 完結篇』同刊行会、2004年。創流出版（販売）
- 榎本泰子 『宮崎滔天－万国共和の極楽をこの世に』 ミネルヴァ書房〈日本評伝選〉、2013年
- 加藤直樹 『謀叛の児 宮崎滔天の「世界革命」』 河出書房新社、2017年
- 山本博昭 『宮崎滔天伝 人生これ一場の夢』 書肆侃侃房、2018年
- 田所竹彦 『浪人と革命家 真筆に見る日中の絆 宮崎滔天・孫文たちの日々』 里文出版、2002年
- 三好徹 『革命浪人―滔天と孫文』 中央公論社、1979年／中公文庫、1983年
- 高野澄 『伝 宮崎滔天 日中の懸橋』 徳間文庫、1990年
- 保阪正康 『孫文の辛亥革命を助けた日本人』 朝日ソノラマ、1992年／ちくま文庫、2009年